# Narrens öde
Narrens öde (originaltitel Fool's Fate) är del tre i en serie skriven av Robin Hobb, utgiven i svensk översättning 2005. Serien Gyllene mannen består av tre delar: Narrens uppdrag, (Fool's Errand) Narrens hemlighet (Golden Fool) och Narrens öde (Fool's Fate).